# Malva transcaucasica
Malva transcaucasica är en malvaväxtart som beskrevs av Dmitrii Ivanovich Sosnowsky. Malva transcaucasica ingår i Malvasläktet som ingår i familjen malvaväxter. Inga underarter finns listade i Catalogue of Life.